# Ян Хаммер: Сверхвоображение
«Ян Хаммер: Сверхвоображение» (англ. Beyond The Mind's Eye) — американский музыкальный фильм 1992 года.

## Содержание
Этот музыкальный фильм состоит из нескольких десятков различных этюдов и новелл, которые созданы мастерами компьютерной графики и мультипликации из различных стран мира. Эти сюжеты созданы различными режиссёрами, помощь в создании оказывали различные всемирно известные компьютерные фирмы.
Объединил все материалы в единое целое режиссёр Майкл Бойдстан, выступивший и в качестве монтажёра фильма. Связующим звеном для всех этюдов и новелл стала музыка Яна Хаммера. В фильме звучат песни в исполнении самого Яна Хаммера и Криса Томпсона.

## Сюжеты и режиссёры
- «Journey Into The Fourth Dimension» Рик Харпер
- «The Lawnmower Man» Бретт Леонард
- «The Astronomers» Джефф Клайзер и Дайана Вальчак
- «Starburst» Дэвид Хомби
- «Panspermia» Карл Симс
- «Unnatural Phenomena» Джон Хёрт
- «Displacement Animation Of Intelligent Objects» Мэтт Элсон
- «Underwater» Эл Лоуэнхайм
- «Butterfly» Хайме Прието
- «Hummingbirds» Стив Бек
- «The Killer Bee» Джилл Хант
- «The Nature» Дзюн Асакава

## Съёмочная группа
- Режиссёр: Майкл Бойдстан
- Композитор: Ян Хаммер
- Художник: Дэвид Ньюсом
- Монтаж: Майкл Бойдстан
- Ассистент по монтажу: Кевин Адамс
- Онлайн монтаж: Дэвид Счирмер
- Продюсер: Стивен Чарчилль
- Исполнительный продюсер: Поль Салливан
- Продюсер-супервизер: Син Глисон
- Консультант по креативу: Джеймс Райнольдм